# Julius Vincenz von Krombholz
Julius Vincenz von Krombholz (Oberpolitz, 19 dicembre 1782 – Praga, 1º novembre 1843) è stato un medico e micologo ceco.
Studiò medicina alla Università di Praga dove si laureò nel 1814, dopo di che esercitò la professione medica ad Erfurt. Nel 1828 diventò professore di patologia e terapia e nel 1831 divenne rettore dell'Università di Praga.
Krombholz usò la sua influenza per aiutare August Carl Joseph Corda (1809-1849) ad essere ammesso all'Università di Praga. Durante la sua carriera di medico, Krombholz coltivò anche i suoi interessi in micologia, portando avanti molti esperimenti sulla tossicità dei funghi. Nel 1881, per onorarne la sua memoria, Hermann Karsten istituì il genere Krombholzia.

## Opere
Krombholz è conosciuto per essere l'autore di Naturgetreue Abbildungen und Beschreibungen der essbaren, schädlichen und verdächtigen Schwämme, un lavoro sui funghi basato sulle sue osservazioni e pubblicato a Praga tra il 1831 e il 1846. L'opera è composta da dieci fascicoli, che comprendono 76 tavole a colori disegnate di suo pugno; per la stesura dell'opera Krombholz si avvalse della collaborazione di Corda, al quale egli stesso aveva regalato un microscopio. In essa l'autore definì, per la prima volta, le differenze tra funghi commestibili, tossici e velenosi e le terapie da utilizzare per ciascun caso di avvelenamento. 
Ad esempio nel quinto fascicolo, edito nel 1836, egli descrisse minuziosamente un'intossicazione derivante dal consumo di Boletus satanas.

## Specie identificate
- Ptychoverpa bohemica (Krombholz) Boudier
- Russula albonigra Krombholz: Fries
- Verpa bohemica (Krombholz) J. Schroeter

## Immagini tratte da Naturgetreue Abbildungen und Beschreibungen der essbaren

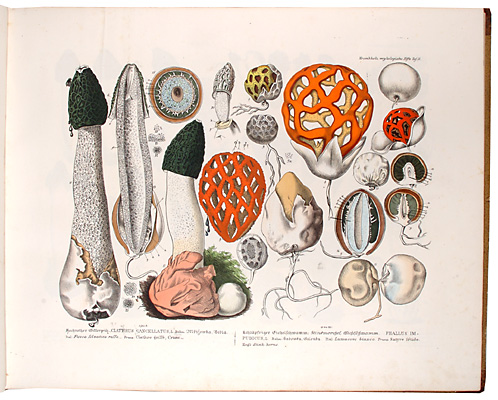
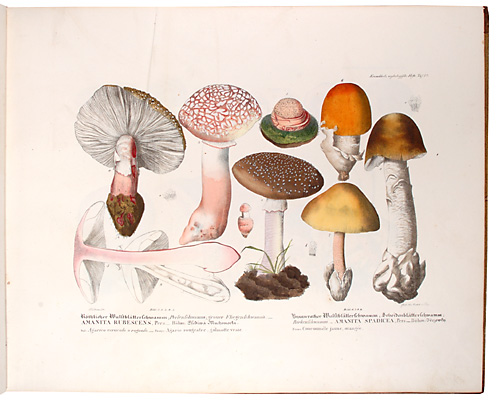
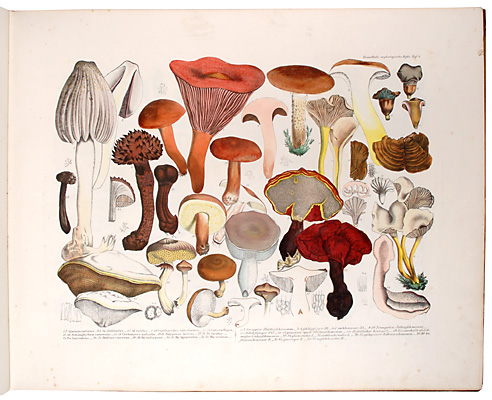